# Ermengarda de Carcasona
Ermengarda de Carcasona (m. c. 1101 o 1105) fue vizcondesa de Carcasona, Béziers y Agde.

## Biografía
Ermengarda fue hija de Pedro Raimundo, conde Carcasona y Rangarda, hija de Bernardo I, conde de La Marca, y hermana de Almodis de la Marca, condesa de Barcelona.
Se casó con Raimundo-Bernardo de la familia Trencavel, vizconde de Albi y Nimes. De este matrimonio, nació Bernard Ato IV, que amasó los territorios vizcondales de Carcasona, Béziers, Albi, Nimes y Agde.
En 1067, a la muerte de su hermano el conde Roger III de Carcasona, la sucesión del condado fue disputada entre Ermengarda y Roger II de Foix, conde de Foix, primo por línea masculina. La lucha duró muchos años, porque los sucesivos señores, los condes barceloneses Ramón Berenguer I, Ramón Berenguer II y Ramón Berenguer III también tenían planes sobre la ciudad e intentaron varias veces apoderarse de Carcasona. Ermengarda no fue reconocida como vizcondesa hasta 1082 y compartió el gobierno con su hijo Bernard Ato IV.